# Oddset Hockey Games 2012
22. edycja turnieju Oddset Hockey Games została rozegrana w dniach 9–12 lutego 2012 roku. Wzięły w nim udział cztery reprezentacje: Czech, Szwecji, Finlandii i Rosji. Każdy zespół rozegrał po trzy spotkania, a łącznie odbyło się sześć spotkań. Pięć spotkań odbyło się w hali Ericsson Globe w Sztokholmie, jeden mecz rozegrano się na Stadionie Olimpijskim w Helsinkach.
Po raz pierwszy turniej odbył się pod patronatem Oddset, a nie jak dotychczas LG Electronics. Turniej był trzecim, zaliczanym do klasyfikacji Euro Hockey Tour w sezonie 2011/2012.

## Wyniki
| 9 lutego 2012 | Finlandia | 0:2 | Rosja | Stadion Olimpijski, Helsinki |

| Szczegóły          | Szczegóły | Szczegóły       | Szczegóły                                     | Szczegóły                                                                     |
| ------------------ | --------- | --------------- | --------------------------------------------- | ----------------------------------------------------------------------------- |
| Godzina: 17:30 CET |           | (0:1, 0:0, 0:1) | 19:17 (EQ) S. Czistow 46:32 (PP) J. Kuzniecow | Widzów: 25.036 Sędzia główny: Martin Frano Sędziowie liniowi: Antonín Jeřábek |

| 9 lutego 2012 | Czechy | 2:1 pk. | Szwecja | Globen, Sztokholm |

| Szczegóły          | Szczegóły                                | Szczegóły                 | Szczegóły                | Szczegóły                                                                   |
| ------------------ | ---------------------------------------- | ------------------------- | ------------------------ | --------------------------------------------------------------------------- |
| Godzina: 19:00 CET | J. Kolář 51:04 (PP) P. Nedvěd 65:00 (SO) | (0:0, 0:1, 1:0, 0:0, 1:0) | 23:01 (EQ) N. Danielsson | Widzów: 7.125 Sędzia główny: Jari Leppäalho Sędziowie liniowi: Jari Levonen |

| 11 lutego 2012 | Finlandia | 7:0 | Czechy | Globen, Sztokholm |

| Szczegóły          | Szczegóły | Szczegóły       | Szczegóły | Szczegóły                                                                   |
| ------------------ | --- | --------------- | --------- | --------------------------------------------------------------------------- |
| Godzina: 12:00 CET | L. Komarov 09:55 (SH) J. Pesonen 12:38 (EQ) J. Aaltonen 19:01 (EQ) J. Lahti 31:19 (EQ) P. Kontiola 39:21 (EQ) J. Niskala 40:12 (EQ) J. Pesonen 40:30 (EQ) | (3:0, 2:0, 2:0) |           | Widzów: 3.755 Sędzia główny: Mikael Nord Sędziowie liniowi: Mikael Sjöqvist |

| 11 lutego 2012 | Szwecja | 4:1 | Rosja | Globen, Sztokholm |

| Szczegóły          | Szczegóły                                                                                        | Szczegóły       | Szczegóły               | Szczegóły                                                                   |
| ------------------ | ------------------------------------------------------------------------------------------------ | --------------- | ----------------------- | --------------------------------------------------------------------------- |
| Godzina: 16:30 CET | M. Ekholm 38:46 (PP) N. Danielsson 41:38 (PP) J. Silfverberg 55:36 (EQ) T. Mårtensson 56:33 (PP) | (0:0, 1:0, 3:1) | 45:04 (PP) A. Riazancew | Widzów: 9.062 Sędzia główny: Jari Leppäalho Sędziowie liniowi: Jari Levonen |

| 12 lutego 2012 | Rosja | 0:4 | Czechy | Globen, Sztokholm |

| Szczegóły          | Szczegóły | Szczegóły       | Szczegóły                                                                            | Szczegóły                                                                       |
| ------------------ | --------- | --------------- | ------------------------------------------------------------------------------------ | ------------------------------------------------------------------------------- |
| Godzina: 12:00 CET |           | (0:2, 0:1, 0:1) | 02:02 (EQ) J. Nakládal 15:08 (PP) P. Nedvěd 33:06 (PP) K. Kreps 55:03 (PP) P. Koukal | Widzów: 1.157 Sędzia główny: Patrik Sjöberg Sędziowie liniowi: Morgan Johansson |

| 12 lutego 2012 | Szwecja | 3:1 | Finlandia | Globen, Sztokholm |

| Szczegóły          | Szczegóły                                                              | Szczegóły       | Szczegóły             | Szczegóły                                                                            |
| ------------------ | ---------------------------------------------------------------------- | --------------- | --------------------- | ------------------------------------------------------------------------------------ |
| Godzina: 15:30 CET | S. Kronwall 35:59 (PP) J. Andersson 45:52 (EQ) J. Lundqvist 58:11 (EQ) | (0:0, 1:0, 2:1) | 46:34 (SH) J. Pesonen | Widzów: 9.263 Sędzia główny: Wiaczesław Bułanow Sędziowie liniowi: Konstantin Olenin |

## Klasyfikacja
| Lp. | Zespół    | M | Pkt | W | WpD | PpD | P | G + | G - | +/- |
| --- | --------- | - | --- | - | --- | --- | - | --- | --- | --- |
| 1   | Szwecja   | 3 | 7   | 2 | 0   | 1   | 0 | 8   | 4   | +4  |
| 2   | Czechy    | 3 | 5   | 1 | 1   | 0   | 1 | 6   | 8   | -2  |
| 3   | Finlandia | 3 | 3   | 1 | 0   | 0   | 2 | 8   | 5   | +3  |
| 4   | Rosja     | 3 | 3   | 1 | 0   | 0   | 2 | 3   | 8   | -5  |

Lp. = lokata, M = liczba rozegranych spotkań, Pkt = Liczba zdobytych punktów, W = Wygrane, WpD = Wygrane po dogrywce lub karnych, PpD = Porażki po dogrywce lub karnych, P = Porażki, G+ = Gole strzelone, G- = Gole stracone, +/- = bilans bramek

## Nagrody
Dyrektoriat turnieju wybrał trójkę najlepszych zawodników, po jednej na każdej pozycji:
- Bramkarz:  Viktor Fasth
- Obrońca:  Mattias Ekholm
- Napastnik:  Juhamatti Aaltonen
- Najlepiej punktujący:  Janne Pesonen (3 bramki + 0 asysta = 3 punkty)

Drużyna Gwiazd wybrana przez media:
- Bramkarz:  Viktor Fasth
- Obrońcy:  Mattias Ekholm,  Ossi Väänänen
- Napastnicy:  Juhamatti Aaltonen,  Jewgienij Kuzniecow,  Nicklas Danielsson